# Cape Town Chess Club
Cape Town Chess Club – południowoafrykański klub szachowy z siedzibą w Kapsztadzie.

## Historia
Klub został założony 19 marca 1885 roku i jest drugim najstarszym klubem szachowym na półkuli południowej, po Melbourne Chess Club. W 1892 roku klub zorganizował pierwszą edycję indywidualnych mistrzostw kraju. W 1907 roku Cape Town Chess Club był współzałożycielem związku klubów pod nazwą Western Province, który organizował własną ligę. Zespół w latach 1907–1909 wygrał trzy pierwsze edycje tej ligi. W 1991 roku klub rozegrał zjednoczeniowy mecz towarzyski z połączonymi klubami Bellville South Chess Club i UWC Chess Club. W tym okresie klub uczestniczył ponadto w dyskusjach nad zjednoczeniem podzielonej ligi Western Province, do którego doszło w 1992 roku. Od tamtego czasu Cape Town Chess Club wygrał tę ligę dwukrotnie, w latach 1994 i 2000.